# 奥卢机场
奥卢机场（芬蘭語：Oulun lentoasema，IATA：OUL，ICAO：EFOU），是位于芬兰北部奥卢市西南约15公里处的一座机场。

## 概况
依照旅客和货物运输量排序，奥卢机场是芬兰仅次于赫尔辛基万塔机场的第二繁忙机场，2018年运送旅客近110万人次。机场航站楼内的panOULU无线网络是芬兰机场第一个免费提供使用的无线网络。